# Wereldkampioenschappen baanwielrennen 1922

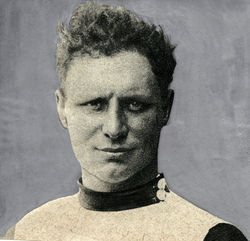
Piet Moeskops

De wereldkampioenschappen baanwielrennen 1922 waren gepland voor 29 juli tot 7 augustus op de wielerbaan van Liverpool. Wegens aanhoudende regen konden de wedstrijden echter niet afgewerkt worden en moesten de finales van de profnummers (sprint en lange afstand) op 17 september in Parijs afgewerkt worden. Duitse en Oostenrijkse renners mochten nog steeds niet meedoen, omdat hun wielerbonden na de Eerste Wereldoorlog uit de UCI waren gezet.
Piet Moeskops verlengde zijn wereldtitel bij de profsprinters. Net als het jaar ervoor versloeg hij de Australische sprinter Robert Spears. De Belg Alois De Graeve werd derde in de finale. Een andere Belg, Léon Vanderstuyft zegevierde bij de stayers. De sterkste stayers van het moment, zoals de vorige wereldkampioen Victor Linart, waren evenwel afwezig op dit wereldkampioenschap.

## Uitslagen

### Beroepsrenners
| Wedstrijd      | Winnaar           | 2e            | 3e              |
| -------------- | ----------------- | ------------- | --------------- |
| Sprint         | Piet Moeskops     | Robert Spears | Alois De Graeve |
| 100 km stayers | Léon Vanderstuyft | Paul Suter    | Gustave Ganay   |

### Amateurs
| Wedstrijd | Winnaar        | 2e              | 3e              |
| --------- | -------------- | --------------- | --------------- |
| Sprint    | Thomas Johnson | Maurice Peeters | William Ormston |